# Visby
 For alternative betydninger, se Visby (flertydig). (Se også artikler, som begynder med Visby)
Visby er hovedby i Gotlands kommune, residensby i Gotlands län, stiftsby i Visby Stift, og ligger på Gotland i Sverige. I Visby afholdes hvert år en middelalderuge. Hansestaden Visby har siden 1995 været på UNESCOs Verdensarvsliste. Den velbevarede middelalderlige bymur er blandt byens store attraktioner.
Byens navn kommer af vi: "(hedensk) offerplads", og by: "stad" - den oprindelige betydning af sidstnævnte ord er forsvundet i svensk, men findes både på dansk, norsk og gotlandsk. I Gotlandssagen fra midten af 1300-tallet benævnes ordet kun som Wi, der betyder "hellig plads, kultplads".
De vigtigste erhverv er handel og turisme. Byen har indkøbscenter og mange forskellige specialforretninger.

## Historie
De ældste fund på stedet før nutidens Visby kan tolkes som "strandboder" og er med Kulstof 14-metoden dateret til 700-900-tallet. Langs vikingtidens gotlandske kyst fandtes en del gravpladser og bebyggelser. En kilometer syd for Visby lå "Köpvik" og to kilometer mod nord "Gustavsvik". I Visby, ved "Donners Plats" har man fundet rester af en gravplads fra vikingtiden, som igen er benyttet som gravplads i midten af 1000-tallet, hvilket er tidsmæssigt sammenfaldende med de første spor af en permanent bebyggelse i Visby.
Ifølge et lokalt sagn skulle øens første kirke, "Allhelgonakyrkan" i Visby, været opført på pladsen, hvor nu Sankt Hans og Sankt Pers kirkeruiner ligger. Bygningen af "Allhelgonakyrkan" forbindes med, at man ville skabe et sted på Gotland, hvor man kunne garantere de udenlandske købmænds sikkerhed, på samme måde som købmændene fra Gotland fik beskyttelse på de udenlandske handelspladser. I begyndelsen var Visby bare en af mange lignende pladser, men byen blev snart en dominerende handelsplads.
I 1100-tallet var Visby vigtig for Hanseforbundet, Hansaen. Byens befolkning var da halvt tysk, og der rådede stærke modsætninger mellem by og land. Derfor er ringmuren betydelig tykkere mod land- end mod havsiden. Et udtryk for Visbys voksende betydning er de gotlandske mønter, som blev præget i byen omkring 1140. Engang mellem 1158 og 1161 blev Visbys ældste kendte bygning bygget, Krudttårnet, ved den gamle havn.
Visbys vækst hænger sammen med handelsaftalerne med svenske, danske, og russiske herskere i 1100-talet. I år 1161 fik de gotlandske købmænd gennem en kontrakt med Henrik Løve af Sachsen bekræftet omfattende fri-og handelsrettigheder i hele det saksiske område. I dokumentet, den såkaldte Artlenburgtraktat, udtrykkes en forhåbning om, at gotlænderne oftere skulle besøge Lübeck, nu hvor freden var genoprettet. Dokumentet antyder, at der havde været en konflikt mellem gotlændere og tyskere. Ifølge arkæologiske undersøgelser blev pakhustorvet, "Rolandstorget", bygget omkring år 1200.
Først i 1203 omtales Visby for første gang skriftligt. Det er Henrik af Letland, som i sin krønike nævner "Wysby" i forbindelse med, at pilgrimme på rejse til Livland kom der. Navnet må imidlertid være ældre, hvor "Wysby" i samme kilde nævnes som en "civitas", det vil sige en stor by. Det bekræftes også af, at rådet, som styrede byen i middelalderen, "Visbyrådet", som var et tysk og gotlandsk råd, kan dokumenteres til omkring år 1231. Det viser også, at Visby var enestående sammenlignet med andre nordiske byer, hvor rådsorganisationene først blev indført meget senere.

### Hansatiden
Fra 1200-tallet og frem var Visby et vigtigt sæde for den fremvoksende Hansa. Byens befolkning var delvis tysk, men den tyske befolknings magt var kraftigt overdrevet i historieskrivningen. Senere tids forskning viser, at gotlændingerne i byen igennem middelalderen var den toneangivende befolkningsgruppe, og i hele 1200-tallet var de repræsentanter for dem, som havde det afgørende ord, når det for eksempel gjaldt den vigtige Rusland-handel. Derimod mærkedes tydeligt, hvordan gotlændingerne i Visby blev påvirket af den tyske kultur sydfra. Det var også de gotlandske Visbykøbmænd, som dominerede handelen på Vesterhavet i dette århundrede, og endnu i slutningen af 1300-tallet var Visbygotlændingerne halvdelen af de Visbykøbmænd, som bedrev handel i Holland og Flandern. De to nationaliteter havde også hver deres kirke.
Nyere forskning viser, at Den gotlandske borgerkrig imellem by og land i 1288 ikke handlede om handelsmodsætninger. Den såkaldte ”bondehandel” (bøndernes handel) ophørte stort set før 1200-tallet. Da bymuren, Visby ringmur, blev bygget omkring 1270, skete det af beskyttelseshensyn og med bøndernes godkendelse. Borgekrigen skyldtes snarere, at Visbyborgerne i år 1285 måtte tilpasse sig kong Magnus Ladelås’ krav om en skatteforhøjelse, mod bøndernes vilje, hvilket foranledigede bønderne til at stationere en kontrollant i byen, hvilket omtales 1286. Da borgerne ikke kunne acceptere dette, indførte de i 1287, efter at de i 1285 begyndte at bygge et porttårn i den eksisterende bymur, told mod bøndernes handel i byen – og eftersom alt gotlandsk udenlandshandel udgik fra Visbys havn, blev det et hårdt slag mod bønderne. Denne told fik bønderne til angribe. Krigen endte med, at Magnus Ladelås tog byens parti, så at byen i herefter blev selvstændig og uden bøndernes indflydelse. Selvom byen fik en bøde på 2.000 mark for uden kongens tilladelse at have ført krig og desuden have opført en bymur rundt om byen.
Omkring år 1228 dannede tiggermunke fra Dominikanerordenen Sveriges første kloster i Visby. I 1263 blev det såkaldte "Liljehornska hus" på Strandgatan færdigbygget. Bygningen er med sine syv niveauer det højeste middelalderhus i det nuværende Visby. En anden stadig eksisterende middelalderbygning på samme gade er det "Gamla apoteket" fra 1200-tallet. Huset stueetage er nærmest uforandret siden middelalderen.
I 1280 underskrives en traktat på 10 år mellem det tyske borgerskab i Visby og deres "særlige venner", det vil sige borgerne og købmændene i Lübeck.
Først i 1300-tallet kunne Visby holde sin stilling som en vigtig handelsby ved Østersøen. Byen fortsatte sin førerrolle og etablerede sig som hovedkraft for den gotlandske-letlandske tredjedel inden for Hanseforbundet. Den svenske konge beholdt den formelle magt over byen. I 1361 blev Gotland erobret af Valdemar Atterdag efter slaget ved Visby. Under de afgørende træfninger, øst for muren, mellem danskerne og de gotlandske bønder, stillede byen sig neutral.
Under krigen mellem Albrecht af Mecklenburg og Margrete 1. i 1389 havde "sørøvere", kendt under navnet Fetaljebrødrene, etableret sig på Gotland. Deres fremfærd ramte Visbys borgere hårdt, og da disse havde tætte bånd til den mecklenborgske adel, så højmester i den Tyske Orden Konrad von Jungingen sig nødsaget til gribe ind. I marts 1398 invaderede således en ordensarmé bestående af 4.000 mand Gotland. Øens kommandør Sven Sture tog tilbage til Visby, men det mislykkedes at mobilisere borgerne til orden, og det stod klart, at han ikke kunne sejre. Forhandlingerne mellem de to parter indledtes, og den 5. april samme år faldt Gotland til orden. Sven Sture blev lovet frit lejde og forlod øen sammen med sine soldater, hvilket den overvejende del af ordensarmeen gjorde, kun 200 mand blev tilbage for at overvåge øen.
Dronning Margrete krævede snart, at øen skulle overgives til Kalmarunionen, samtidig som højmesteren krævede erstatning for de omkostninger, den Tyske Orden havde fået sig pådraget gennem deres tilstedeværelse på øen. Forhandlingerne var langvarige. Dronning Margaretes ultimatum var, at aftalen skulle have været indgået inden 11. november 1403, ellers ville hun lade øen indtage med våbenmagt. Således invaderede danske styrker øen og begyndte en belejring af Visby i januar 1404. Det lille antal tyske soldater, som opholdt sig i byen, blev støttet af byens borgere og kunne derfor påføre unionsstyrkerne store tab under angrebsforsøget den 25. februar. Den efterfølgende måned belejrede unionsstyrkerne igen byen. Da unionsstyrkerne opførte skanserne omkring byen, førte det til en længerevarende belejringskrig, inden en våbenaftale kunne indgås i juli samme år. Unionsstyrkerne forlod øen, som forblev under ordenens kontrol endnu nogle år, inden ordenen i år 1408 solgte øen til unionen for 9.000 engelske nobler (guldmønter).
I 1411 kom kong Erik af Pommern for første gang til Gotland. Her indledte han nu bygningen af Visborg Slot i den sydlige del af Visby. Det var kongens plan, at byen skulle blive en fast flådebase, som kunne beherske hele Østersøen. Kongens planer var at udvide Kalmarunionen til at gælde alle lande omkring Østersøen.
I 1437 bosatte kongen sig på Visborg efter at have forladt Danmark. Han begyndte også at bedrive sørøveri på Østersøen en stor flåde, han havde samlet på Visbys red. I 1446 ankom unionskongen Christoffer af Bayern til Gotland med 40 skibe og 2.000 soldater. Efter en belejring af Visborg indgik parterne en våbenhvile. To år senere angreb den nye svenske konge Karl Knutsson Gotland. Svenskerne indtog Visby, men ikke borgen, som personligt blev forsvaret af Erik af Pommern. Den nye danske konge, Christian 1., sendte en stor flåde med soldater som støtte til Erik af Pommern. Han afgav Visborg til Christian I med løfte om til gengæld at få tre danske slotte samt 10.000 gylden årlig. Han bosatte sig sidenhen i sin fødeby Rügenwalde i det nuværende Polen, hvor han døde i 1459.
Egentlig var det ikke, førend Erik af Pommern i 1448 afgav Visborg Slot til dansk rigsmarsk Oluf Axelsen Thott, at den danske periode begyndte. Kong Erik var for øvrigt den, som mere end andre bidrog til Visbys tilbagegang. Krigen mod hanseaterne, som han startede i 1426, blev ødelæggende for byens handel, og efter at han slog sig ned på Visborg Slot, begyndte en periode med isolering og problemer. Endnu værre end kong Erik var dog lensherre Jens Holgersen Ulfstand. Han tiltrådte i 1487, og allerede fem år senere kom en kommission til øen for at undersøge flere klager, efter at et sendebud fra øen i hemmelighed sendte bud til den svenske rigsforstander Sten Sture den ældre, at de ville afsætte Jens Holgersen, hvis han landsatte en styrke. Kommissionen fandt, at alle klagerne var berettigede, men efter at de forlod øen, fortsatte han på samme måde som før. Efter at den nye lensherre, Lauritz Schinkel, tiltrådte i 1509, angav han, at der fandtes højst 80 personer i byen, som han kunne stole på.

### Efter middelalderen
I 1525 opstod en konflikt mellem Lübeck og den på Visby Slot residerende danske lensherre Søren Norby. Norby blev understøttet af den afsatte Christian 2., og derfor gik det hårdt ud over den svenske, danske og hanseatiske handel. Det fik til følge, at lübeckerne, der var på Frederik 1.'s side, om morgenen den 12. maj 1525 overraskende angreb byen, da Norby var på krigstogt i Blekinge. De til slottet flygtende forsvarere antændte fire steder i byen brande, for at forsinke angriberne. Mange af byens kirker blev plyndret og ødelagt af lejesoldaterne, undtagen den tyske.
I 1645 blev Visby igen en svensk by, ved freden i Brömsebro, men under den Skånske Krig fra 1675 til 1679 blev Gotland atter besat af danskerne. Tidligt på foråret 1676 var den danske admiral Niels Juel undervejs med en eskadre for at erobre Rügen og Gotland. Uden at møde nogen modstand gjorde Juel den 29. april landgang i Klintehamn tre kilometer syd for Visby, og allerede to dage se senere havde han tvunget Visbys fåtallige besætning til at kapitulere, hvorefter øen forblev under dansk herredømme til krigens slutning i 1679. Da danskerne efter freden blev tvunget til at rømme øen, sprængte den danske øverstbefalende Visborg Slot, som var et af Nordens største borganlæg, i luften. I den anden halvdel af 1600-tallet begyndte genopretningen af den ødelagte og voldsramte by. Dele af den forfaldne middelalderbebyggelse blev restaureret eller ombygget til pakhuse og boliger. Andre bygninger blev nedbrudt. I slutningen af 1600-tallet og i begyndelsen af 1700-tallet blev sten fra de nedbrudte bygninger anvendt til nyt byggeri.
Svenskerne forsøgte i forbindelse med deres magtovertagelse over Gotland i 1645, at fremme Visbys udvikling. Krig og epidemier påvirkede dog byen hårdt, 1720 havde byen 1.186 indbyggere. Under frihedstiden og i den "Gustavianske Tid" fra 1721 til 1809 genvandt byen dog noget, og omkring år 1780 havde Visby 5.000 indbyggere.
Den 22. april 1808, under Den finske krig, landsattes 2.000 russiske soldater, under admiral Nikolaus Bodiscos kommando, ved vigen Slesviken på det sydøstlige Gotland, og erobrede den 24. april Visby uden nogen modstand. Byens indbyggere blev tvunget til at sørge for mad og logi til de russiske soldater. Admiral Bodisco indkvarterede sig i borgmester Grevemühles lejlighed på rådhuset. Admiralen udnævnte sig selv til generalguvernør over Gotland og overtog landshøvdingens opgaver. Den 16. maj ankrede den svenske admiral Olof Rudolf Cederström med tre linjeskibe op i vigen Sandviken på Gotlands østkyst og landsatte der svenske tropper. Bodisco kapitulerede uden modstand, og den 17. maj 1808 forlod russerne Visby og marcherede til landsbyen Slite cirka 20 kilometer øst for Visby, hvor de indskibedes til videre transport til Libau i Letland. Den afsatte russiske guvernør Bodisco blev efter krigens slutning i stedet kommandant på fæstningen Sveaborg i Finland.
Visbys gradvise ødelæggelse og økonomiske nedtur førte til, at dens bygninger forfaldt mere og mere. Samtidigt blev kirkeruiner, bymur og købmandshuse reddet ved ikke at blive nedrevet. I begyndelsen af 1800-tallet vækkedes interessen for at bevare det gamle Visby. I midten af 1800-tallet udviklede byens kulturliv og økonomi. Uden for bymuren voksede bebyggelsen frem med nye boliger, småindustrier, jernbaneanlæg og militærforlægninger. Ved den tid kom de første turister, som ved år 1900 havde udviklet sig til et etableret erhverv.
Visby har tidligere haft jernbanetrafik med "Gotlands Järnväg" til og fra landsbyerne Burgsvik, Lärbro og med den smalsporede bane Visby–Visborgsslätt–Bjärs Järnväg til Västerhejde. Den første linje Visby-Hemse startedes 1878 af Gotlands järnvägi. Den almindelige trafik blev nedlagt i september 1960. Enskild godstrafik drev indtil maj 1962 strækningen slagteriet-Visby havn2. De sidste rester af havnesporet i Visby blev fjernet i marts 1964. Jernbanestationen uden for Söderport stod klar i 1878 og er en af de få bygninger, som minder om jernbanen i Visby.

### Nutidshistorie
År 1904 fik gaderne elektrisk belysning, og 1910 begyndte leveringen af husholdningsgas fra gasværket i Söderväg. I hele 1800-tallet diskuterede man, hvordan den indre by blev bevaret. I den første del af 1900-tallet blev bilismen prioriteret med nye veje. Et almindeligt vandledningssystem etableredes i 1925. Antallet af indbyggere inden for murene blev i 1920'erne mindre, samtidig med at yderområderne blev bebygget. Omkring 1935 blev dele af middelalderbebyggelsen i bydelen Nunnan nedrevet og erstattet af boligområder. Visby stadsbibliotek blev indviet i 1960. Før bygningen af kulturhuset Borgen i 1958 vakte nedrivningen af Nunnan-kvarteret ingen nævneværdig debat. Men da man begyndte at nedrive bydelen Östertull i 1972, kom de første protester i nyere tid mod at fjerne bevaringsværdige bygninger i den indre by. Debatten bidrog til et vendepunkt i meningerne om at bevare den gamle byggekultur.
I 1960'erne anlagdes butikscenteret Östercentrum, hvilket flyttede handelens tyngdepunkt uden for murerne. I 1968 afholdtes den første Almedalsveckan. Her samles svenske politiske partier, interesseorganisationer og andre interessenter for at diskutere politik. 1980'erne var præget af højkonjunktur, der blandt andet resulterede i nye boligområder rundt om Visby. Også Visby havn udbyggedes.
Almedalsbiblioteket opførtes i årene 2000-2001 mellem parkanlægget Almedalen og højskolen på Gotland og indviedes den 22. september 2001. Den 23. maj 2003 besluttede kommunebestyrelsen at opføre en kongressal i kvarteret Kasernen i Visby. Kongreshallen, som fik navnet Wisby Strand Congress & Event Gotland, indviedes den 14. april 2007 og kom til at koste 188,6 millioner svenske kroner, hvilket var 52 millioner mere end beregnet. Kongreshallen er beliggende mellem Almedalsbiblioteket, Almedalen, Campus Gotland og den sydlige del af den fem kilometer lange strandpromenade. I juni 2005 besluttede den svenske regering at placere dele af Riksantikvarieämbetets virksomhed til Visby, som skete i oktober 2008.

### Militærbyen
Gotlands garnison eller Visby garnison var en paraplyorganisation for dennes militære tilstedeværelse på Gotland fra 1897 til 2006. Garnisonen strakte sig over hele byen og inkluderede også Fårösund på det nordlige Gotland samt de øvrige forsvarsenheder på Gotland. Garnisonens historie kan føres tilbage til 1897, da Gotlands infanteriregiment fik til huse i den nybyggede kaserne på øvelsespladsen Visborgs slätt ved Visby. I lang tid savnede Gotland en militær garnison, men efter at russerne erobrede Gotland i 1809 uden at møde militær modstand, oprettedes forsvarsorganisationen Gotlands nationalbeväring, og Gotland fik sin egen militære øverstbefalende. Efter en kongelig beslutning oprettedes den 17. december 1886 Gotlands infanteriregiment.
Visby har i hele det 1800-tallet været en vigtig svensk garnisonsby. Visby garnison har blandt andet huset: Gotlands militærkommando (MKG), Gotlands regiment (P 18), Gotlands luftværn (Lv 2), Gotlands artilleriregiment] (A 7) og Gotlands militærdistrikt (MDG). Efter at det sidste regiment, P 18, blev nedlagt sammen med med garnisonen efter den svenske "försvarsbeslutet 2004". I nutiden er Gotlandsgruppen, Försvarsmaktens logistik samt et kompagni fra den svenske marine placeret på det tidligere øvelsesområde Visborgsslätt.

## Infrastruktur og transport
Der afgår færger til byen fra Oskarshamn i Småland og Nynäshamn nær Stockholm. Begge færger drives af Destination Gotland. Visby Airport ligger omkring 3 km nord for byen, og har forbindelse til hovedlandet i Sverige og i sæsonen også til andre steder som Norge, Finland og Mallorca. I alt blev 463.616 passagerer betjent af lufthavnen i 2016, hvilket gør den til landets 12. største.
Ved kirkeruinen Helgeandskyrkan, på kirkegården Norra kyrkogatan indrettedes i 1840 et lazaret, som er i nutiden er Gotlands eneste akutsygehus. Sygehuset Visby lasarett som åbnedes ved Strandgärdet den 10. februar 1903. Fornyelsen af sygehuset skete i tre etaper mellem 1990 og 1997. Den 24. september 2003 genindviedes politistationen i Visby. Stationen "Polishuset" rummer foruden politiet også
Kriminalvården] (ansvar for kriminalforsorgstjenester og anklagere). Den tidligere politistation kaldtes "Blåkulla" og opførtes 1973. Samme år flyttedes Visbys arresthus fra "Sjumastaren", den gamle anstalt i Visby, til den nye politistation. Arresthuset er med kun fem pladser, Sveriges mindste.

## Erhverv
Foruden at være en livlig handelsby har Visby mange virksomheder. Byens største arbejdsgivere er: Rederiet Destination Gotland, Gotlands kommun, Försäkringskassan, kreditforeningen PayEx Finance AB, Svenska Spel og firmaet for handicappede Samhall Baltic AB. Af statslige myndigheder i byen er der: Riksutställningar (kulturudstillinger), Riksantikvarieämbetet, Sida (Styrelsen for internationalt udviklingssamarbejde), Länsstyrelsen i Gotlands län, Skatteverket, Kronofogdemyndigheten, Centrala studiestödsnämnden (CSN) og Campus Gotland.

## Uddannelse
Allerede i middelalderen var Visby en vigtig uddannelsesby og mindst fire skoler er kendt fra dengang. Først 1820 fik Visby et gymnasium. Et nyt gymnasium Sankt Hansskolan grundlagdes 1855 og indviedes 1859.
Visby har i dag folkeskoler; Södervärnsskolan og Solbergaskolan (tidligere Östra Folkskolan). De som går på Södervärn er elever fra lav- og mellemskolerne: Gråboskolan, Terra Novaskolan, Lyckåkerskolan og Västerhejdeskolan. De som går på Solberga kommer fra Sankt Hansskolan, Norrbackaskolan, Tjelvarskolan og Alléskolan. Flere af byen nærområder søger også til byens gymnasium. Visby har desuden fire friskoler. De øvrige skoler med hele eller delvise baserede skoleenheder i Visby er, Komvux (VUC) og Kulturskolen.
Højskolen på Gotland (HGO) har sit campus i Visby og etableredes som et selvstændigt lærested i 1998. HGO havde 2458 helårsstuderende i 2010 og i alt 6 831 registrerede studenter. Uddannelserne over fag som biologi, bygningsbevaring, økonomi, pædagogik, arkæologi, programmering, computerspil, jura, etnologi, historie, kvalitetsteknik, samfundsgeografi, renæssancestudier med mere. Fra 2009 lanseredes en satsning på en ny form af Liberal arts-uddannelse, delvis efter amerikansk model. Højskolen var oprindelig beliggende mellem Visby havn og Almedalen. Den 1. juli blev højskolen sammenlagt med Uppsala universitet. Det nye navn på bygningerne er Uppsala universitet - Campus Gotland.

## Kultur
Visby har mange hoteller, restauranter og caféer. I den sydlige del af Visby er der et underholdningscenter med bowling, lasergame, billard, dart, sportsbar og restaurant. Nogle kilometer syd for byen er der et sommerland og vandland (kun om sommeren).
Visby har mere end 200 bygninger med bevarede elementer fra middelalderen. Særlig i Sankt Hansgatan og Strandgatan, der løber parallelt, er der mange seværdige middelalderbygninger.
I 1645 kom Gotland på svenske hænder igen, og det kan også aflæses på arkitekturen i Visby. I den østlige ende af den gamle bydel kan man i dag se en række intakte træhuse fra 1700-tallet, der er bygget med brede planker i vandret position, som den svenske byggetradition foreskrev på dette tidspunkt.
En gåtur langs den tre kilometer lange bymur fra 1200-tallet kan anbefales. Flere steder er der mulighed for at komme op i tårnene på muren, specielt fra Dalmanstornet mellem Österport og Norderport er der en god udsigt ud over byen.
Mellem bymuren og havet, ligger parken Almedalen. Det meste af året er den en almindelig park. Men en uge hver sommer ankommer politikere, meningsdannere og journalister fra hele Sverige for at deltage i det traditionsrige tværpolitiske sommer-arrangement Almedalsugen.
Hvert år i den anden uge i august afholdes der en middelalderfestival kaldet Medeltidsveckan. Byen forvandles til et levende museum. Mange af byens indbyggere er klædt i tøj fra dengang Visby var en af de mest magtfulde byer i Østersø-området. Der er ridderturneringer ved bymuren, og på gaderne er der musikanter, ildslugere, gøglere, kræmmere, tiggere og munke. I Parken Almedalen nær bymuren afholdes der et stort middelaldermarked med nogle af de gamle håndværk og andre kulturelle traditioner. I en af byens ældgamle kirkeruiner afholdes der i løbet af ugen koncerter med musik spillet på originale instrumenter fra middelalderen.
- Visby ringmur er en bymur rundt den indre del af Visby. Ringmuren som er 11 meter høj blev bygget i to etaper og stod færdig i 1288. Ringmuren havde oprindelig 51 tårne. I dag er 27 af tårnene bevaret. Ringmuren blev restaureret i årene 1884-1886. Ringmuren har i stor grad bidraget til at Visby blev udnævnt til at stå på UNESCOs verdensarvsliste.
- Visby domkirke, som i middelalderen blev kaldt Sankta Maria kyrka, blev indviet i 1225 og er den tredje ældste i Visby. Den blev oprindelig bygget som gæstekirke for tyske købmænd. Da Visby stift blev etableret i 1572 blev den domkirke.
- Visby har 13 kirkeruiner: Drotten, Helgeand, Russiske kirke, Sankt Clemens, Sankt Gertrud, Sankt Göran, Sankt Hans og Sankt Per, Sankt Jacob, Sankt Katarina, Sankt Lars, Sankt Mikael, Sankt Nicolaus og Sankt Olof.
- Cirka 150 huse fra middelalderen i en mere eller mindre velbevaret tilstand, blandt andet kamtakkerhuset Gamla apoteket fra det 12. århundrede.
- Gotlands Museum er et regionmuseum for kunst, kulturhistorie og arkæologi. Museet har afdelinger i Strandgatan 12 og Mellangatan 19
- Visby botaniska trädgård er en botanisk have nær havet og Strandpromenaden. Haven anlagdes i 1855. Omkring 1930 fik haven sin nuværende udformning.
- På stedet for massegraven, syd for ringmuren, rejstes 1380 Valdemarskorset til minde om cirka 1.800 mænd, som her faldt i Slaget ved Visby i kamp mod kong Valdemar Atterdag og hans danske krigshær.
- Galgebjerget er et naturreservat lige nord for Visby. Området begrænses i vest af klintkanten. Man mener, at henrettelsespladsen var i brug helt frem til 1845.

Landsteatret på Gotland etableredes 1995 i et samarbejde mellem kommunen, staten og den frie ensemble "Bryggeriteatern". Det er Sveriges mindste landsteater og har sin permanente scene på Bredgatan 10 i Visby. Gotlands museum og Gotlands kunstmuseum ligger også i Visby.

## Galleri
- Kort over Visby fra 1928
- Visbys bymur
- Model af Visborg Slot
- Henrettelsespladsen Galgebjerget
- Kirkeruinen Sankt Nicolaus, bygget 1230, brændt 1525
- Gamla apoteket
- Visby
- Fiskergyde i Visby
- Skinnebus ved Visby station i 1960